# Саратовский государственный технический университет
Саратовский государственный технический университет имени Гагарина Ю.А. (СГТУ) — техническое высшее учебное заведение в Саратове. Основан в 1930 году. В апреле 2017 года стал одним из региональных опорных университетов.

## История
6 октября 1930 года был открыт Саратовский автодорожный институт. К занятиям на двух факультетах — автомобильном и дорожно-строительном — приступило 440 студентов.
В создание института большой вклад внёс его первый директор Е. М. Цалихин. Основанное в 1933 году бюро научно-исследовательских работ организовало и координировало научную деятельность кафедр. В 1936 году в институте было уже 5 профессоров и 16 доцентов. В 1938 году организована аспирантура, которая постепенно расширялась. С 1938 по 1960 год директором Саратовского автодорожного института был профессор И. И. Прокофьев. В 1938 году началась подготовка студентов на автомеханическом факультете по новой специальности «Дорожно-строительные машины и оборудование». К началу 40-х годов институт стал одним из ведущих вузов страны. На его 26 кафедрах работало 12 профессоров, 45 доцентов и 60 научных сотрудников. До 1941 года в нём было подготовлено 1394 инженера.

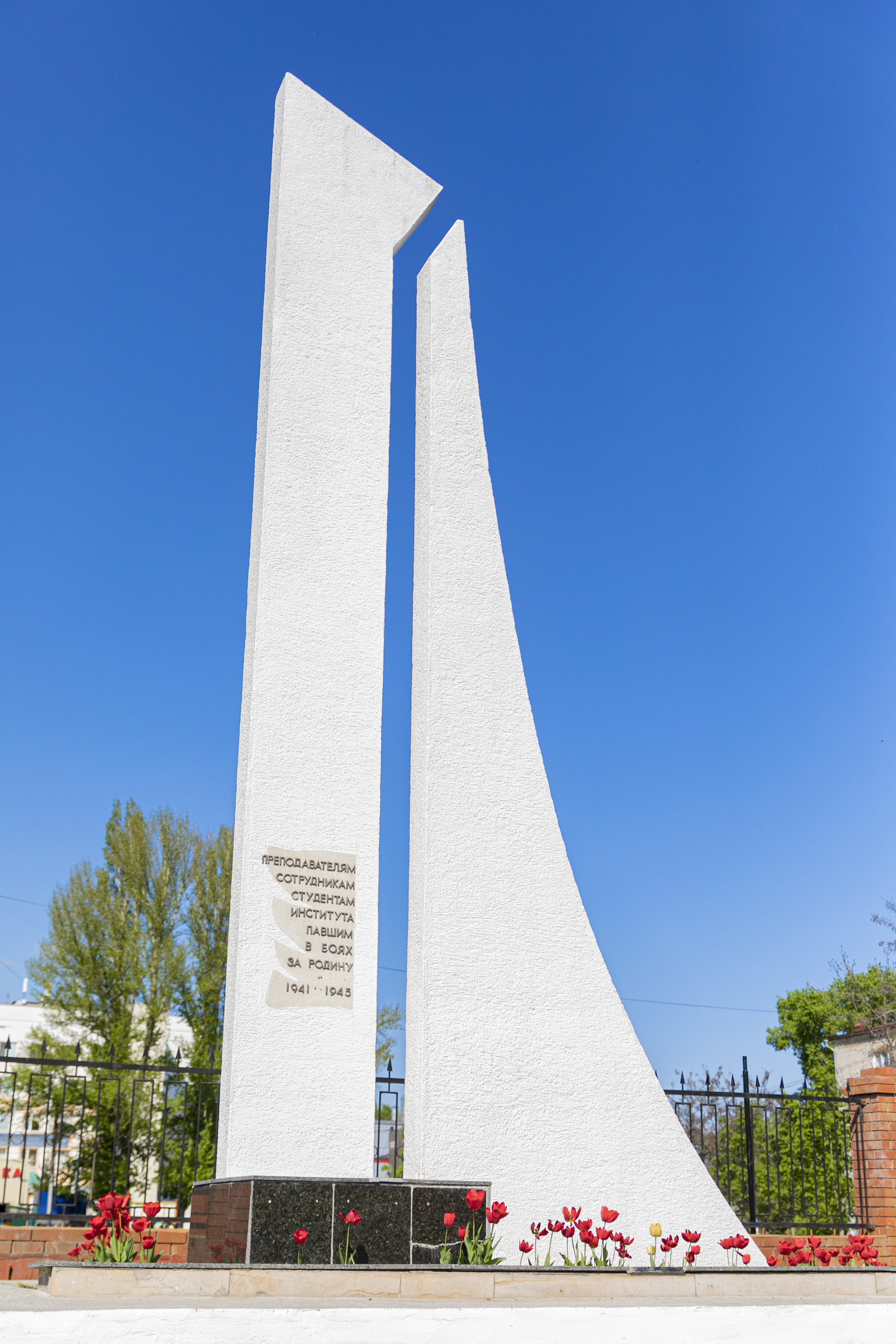
Памятник преподавателям, сотрудникам и студентам института, павшим в боях за Родину 1941—1945

В годы Великой Отечественной войны, продолжая готовить инженеров, институт выполнял научные разработки, имевшие оборонное значение, на его ресурсах функционировала авторемонтная база Юго-Западного фронта, выполнялся проект перевода автомашин на новые виды топлива.
Периодом интенсивного развития стали для вуза послевоенные годы. Отвечая на запросы машиностроения, приборостроения, энергетики, химической промышленности, институт начал подготовку кадров по новым специальностям: в 1946 году был открыт механико-технологический факультет, в 1947 году — строительный, в 1959 году — приборостроительный, в 1960 — теплоэнергетический (сегодня — ИнЭН) факультет.
Были открыты вечерние филиалы: в 1955 г. — в Заводском районе Саратова, в 1957 г. — в Балаково. Учитывая тот факт, что институт стал практически многоотраслевым вузом, готовящим специалистов для различных отраслей промышленности, 19 марта 1960 года было принято постановление о преобразовании его в политехнический институт.
С 1962 по 1988 год ректором политехнического института был доктор технических наук, профессор А. И. Андрющенко.
В 1969 году был создан новый факультет — электронной техники и приборостроения, который вёл подготовку инженеров по автоматике и телемеханике, гироскопическим приборам и устройствам, электронным приборам, автоматизированным системам управления.
В 1988 году ректором института был избран доктор технических наук, профессор В. В. Петров. В результате активной деятельности в институте появились специальности, традиционные для университетов, и 24 декабря 1992 года Саратовский политехнический институт получил статус государственного технического университета.
В 1998 году ректором был избран доктор технических наук, профессор Ю. В. Чеботаревский.
В 2008 году университет возглавил профессор И. Р. Плеве.
В 2019 году университет имени Гагарина Ю. А. возглавил Олег Афонин.
C 2021 года вуз возглавляет доктор исторических наук, профессор Сергей Наумов.
10 марта 2025 года коллектив Саратовского государственного технического университета награждён орденом Гагарина за заслуги в подготовке высококвалифицированных специалистов, научно-педагогической деятельности и многолетнюю добросовестную работу.

## Название
Ранее назывался:
- 1930—1960 — Саратовский автодорожный институт (САДИ),
- 1960—1992 — Саратовский политехнический институт (СПИ),
- 1992—2011 — Саратовский государственный технический университет (СГТУ),
- с 2011 — Саратовский государственный технический университет имени Гагарина Ю.А.[3]

## Рейтинги
- Агентство «Эксперт» включило университет в ТОП-100 ведущих российских вузов[4].
- Специалисты Гильдии экспертов в сфере профессионального образования подвели итоги Национального агрегированного рейтинга вузов, согласно которому Саратовский государственный технический университет имени Гагарина Ю. А. в 2020 году вошёл в третью лигу университетов страны[5].
- По итогам рейтинга вузов России «Национальное признание», который составлен специалистами УниверЭксперт — Академический критик, Саратовский государственный технический университет в 2020 году входит в рейтинг «Лучших вузов» (61 место в общем рейтинге)[6] и в ТОП-25 рейтинга лучших технических вузов (25 место)[7].
- Аналитики сервиса Superjob в 2020 году поставили университет на 15-е место в рейтинге вузов по уровню зарплат молодых специалистов в IT-области[источник не указан 1370 дней].

## Структура

### Институты
Институт энергетики (ИнЭН)
Энергетический факультет был создан в 1960 году. В 2016 г. кафедры факультета вошли в состав Института энергетики и транспортных систем (ИнЭТС), который успешно проработал до 2021 года. В апреле 2021 года ИнЭТС преобразован в Институт энергетики (ИнЭН).
В свою очередь энергетический факультет был образован в августе 1960 года по инициативе в то время проректора по научной работе, профессора Анатолия Ивановича Андрющенко на базе кафедр теплоэнергетики, промышленной теплотехники и кафедры электротехники и электрооборудования. Первый декан — Владимир Григорьевич Каширский.
Кафедры:
- «Промышленная теплотехника» (ПТ)
- «Электроэнергетика и электротехника» (ЭЛЭТ)
- «Тепловая и атомная энергетика» имени А. И. Андрющенко (ТАЭ)

Институт машиностроения, материаловедения и транспорта (ИММТ)
Кафедры:
- «Сварка и металлургия» (СМ)
- «Технология машиностроения» (ТМС)
- «Техническая механика и мехатроника» (ТММ)
- «Материаловедение и биомедицинская инженерия» (МБИ)
- «Инженерная геометрия и основы САПР» (ИГС)
- «Организация перевозок, безопасность движения и сервис автомобилей» (ОПБC)

Институт электронной техники и приборостроения (ИнЭТиП)
Кафедры:
- «Системотехника и управление в технических системах» (СТУ)
- «Радиоэлектроника и телекоммуникации» (РТ)
- «Приборостроение» (ПБС)
- «Электронные приборы и устройства» (ЭПУ)
- «Информационная безопасность автоматизированных систем» (ИБС)

Физико-технический институт (ФТИ)
Кафедры:
- «Математика и моделирование» (МиМ)
- «Прикладная математика и системный анализ» (ПМиСА)
- «Физика» (ФИЗ)
- «Химия и химическая технология материалов» (ХИМ)

Институт урбанистики, архитектуры и строительства (УРБАС)
Кафедры:
- «Архитектура» (АРХ)
- «Дизайн архитектурной среды» (ДАС)
- «Теплогазоснабжение и нефтегазовое дело» (ТНД)
- «Строительные материалы, конструкции и технологии» (СМКТ)
- «Экология и техносферная безопасность» (ЭТБ)
- «Транспортное строительство» (ТСТ)

Институт прикладных информационных технологий и коммуникаций (ИнПИТ)
Кафедры:
- «Информационно-коммуникационные системы и программная инженерия» (ИКСП)
- «Прикладные информационные технологии» (ПИТ)
- «Медиакоммуникации» (МКМ)
- «Информационные системы и моделирование» (ИСМ)

Социально-экономический институт
Образован в 2020 году в результате слияния Саратовского социально-экономического института РЭУ им. Плеханова Г. В. и СГТУ имени Гагарина Ю.А.
Кафедры:
- «Бухгалтерского учёта, анализа хозяйственной деятельности и аудита» (БУХ)
- «Производственный менеджмент» (ПМН)
- «Таможенного дела и товароведения» (ТМЖ)
- «Финансы и банковское дело» (ФБД)
- «Экономика и маркетинг» (ЭКМ)
- «Отраслевое управление и экономическая безопасность» (ОУБ)
- «История и политология» (ИПЛ)
- «Философия, социология, культурология» (ФСКЛ)
- «Иностранные языки и профессиональная коммуникация» (ИПК)
- «Переводоведение и межкультурная коммуникация» (ПМК)
- «Физическая культура и спорт» (ФКС)

Военно-учебный центр
Программы военной подготовки:
- офицер,
- сержант,
- солдат.

Военно-инженерный институт имени С. И. Тимакова
- Учебно-полевая база
- Огневой учебный центр
- Центр военно-патриотического и гражданского правового воспитания
- Институт дополнительного и довузовского образования
- Отдел сопровождения образовательных программ и проектов
- Учебно-методический центр ДПО работников СГТУ имени Гагарина Ю. А.
- Межотраслевой региональный центр переподготовки и повышения квалификации руководителей и специалистов
- Международный образовательный информационный ресурсный центр
- Международный центр тестирования, языковой подготовки и переводов
- Учебный центр профессионального обучения
- Учебно-методический центр довузовской подготовки
- «ТехнариУМ»
- Автошкола
- Музей ВИИ имени С. И. Тимакова

### Образовательные и научно-производственные центры
- Международный образовательный центр. Создан в декабре 1998 г. в рамках европейского проекта TEMPUS-TACIS для реализации международных образовательных программ.
- Международный центр тестирования, языковой подготовки и переводов
- Центр тестирования СГТУ
- Научно-образовательный центр по нанотехнологиям и наноматериалам. Создан в 2009 году.
- Школа электротехники, электроники и схемотехники «Smart Electro»
- Авторизированный учебный центр «Аскон-СГТУ»
- Испытательный лабораторный центр СГТУ «ЭкоОС»
- Региональный центр подготовки энергоаудиторов и повышения энергоэффективности. Организован в 2010 году.
- Научно-образовательный региональный центр мониторинговых исследований
- Учебно-научно-производственный центр «Мехатроника, автоматизация и управление в промышленности», открытый в январе 2011 года.
- Научно-образовательный центр «Музей естествознания»[8]
- Региональный межотраслевой центр инновационных технологий «Интех». Образован на базе машиностроительного факультета и ППК СГТУ им. Гагарина Ю. А. в 2013 году.
- Экспертно-аналитический центр «Промышленная экология» создан в 2013 году.
- Центр практической психологии МТЦ «Медита-сервис» действует с 2010 года.
- Центр компетенции в экономико-правовой области студентов технических специальностей открыт в 2012 году.
- Центр компетенций «СГТУ-Сбербанк» создан в 2013 году. на базе кафедры «Экономическая безопасность и управление инновациями».
- Межфакультетская научно-производственная лаборатория образована в мае 2015 года.
- Инновационно-образовательный центр космических услуг.
- Учебно-научно-производственный центр «Студенческое проектное бюро» открыт на кафедре архитектуры в 2017 году.
- Поволжский региональный Центр информационно-телекоммуникационных систем.

### Филиалы
- Энгельсский технологический институт (ЭТИ) (филиал) ФГБОУ ВО «СГТУ имени Гагарина Ю. А.»
- Филиал СГТУ имени Гагарина Ю. А. в г. Петровске

## Спортивные объекты
- Стадион с футбольным полем и легкоатлетическими сооружениями
- Полигон на Кумысной поляне
- Спортивно-оздоровительный центр «Старт»
- Лыжная база
- Огневой учебный центр (тир)
- Большой игровой зал, зал борьбы, зал лечебной физкультуры
- Зал дартса
- Зал армспорта
- 6 тренажёрных залов
- 5 площадок на территории студенческого городка
- 11 площадок в спортивно-оздоровительном лагере «Политехник»

Оздоровительная работа в СГТУ ведётся на базе спортивно-научного центра «Политехник».

## Известные выпускники
Саратовский автомобильно-дорожный институт (1930—1960)
1935
- Руненков, Александр Васильевич — генерал-майор инженерно-технической службы, начальник Автобронетанкового управления (г. Москва)

1936
- Иванов, Николай Маркелович — советский военный деятель, генерал-майор Советской армии, участник Великой Отечественной войны, Герой Социалистического Труда

1937
- Дубровина, Евстолия Григорьевна — инженер, начальник, главный инженер технического отдела аппарата автотреста (г. Горький) (1937—1955), директор Всесоюзного  заочного автомобильно-дорожного техникума (1955—1965)

1938
- Анисимов, Анатолий Александрович — начальник госавтоинспекции РСФСР (1956—1961), заместитель начальника Саратовского военного училища МВД РСФСР имени Ф.Э. Дзержинского (с 1961 г.)

1939
- Зюрюкин, Анатолий Матвеевич — заслуженный строитель РСФСР, лауреат премии Совета Министров СССР (1976), строитель железной дороги «Саратов-Сталинград», работал в проектном институте Гипропромсельстрой в городе Саратове (с 1946 г., 1963—1983 — в должности директора)
- Матеров, Георгий Алексеевич — заместитель начальника экспериментального цеха ЗИЛ, лауреат Государственной премии СССР

1942
- Слуцкий, Гиль Абрамович — начальник Свердловского ОблГАИ (1963—1981)

1943
- Зленко, Виктор Родионович — заместитель министра автомобильного транспорта Молдавской ССР

1945
- Авдонькин, Фёдор Николаевич — доктор технических наук, профессор, Заслуженный деятель науки и техники РФ, академик РАТ [11]

1950
- Соич, Олег Владиславович — советский государственный деятель. Председатель совнархоза Харьковского административного экономического района, председатель совнархоза Донецко-Приднепровского экономического района, депутат Верховного совета СССР
- Худобин, Леонид Викторович — доктор технических наук, заслуженный деятель науки и техники РФ, лауреат Премии Правительства РФ в области науки и техники (2003). Профессор кафедры технологии машиностроения УлГТУ

1951
- Кардашенко, Юрий Борисович — Герой Советского Союза (1945), гвардии старший сержант [12]
- Курнаков, Георгий Дмитриевич — советский и российский государственный и общественный деятель. Почётный председатель совета ветеранов войны, труда, вооружённых сил и правоохранительных органов Ульяновской области, почётный гражданин Ульяновской области
- Суханов, Виталий Фёдорович — Герой Советского Союза, гвардии старший лейтенант, командир взвода бронетранспортёров разведывательной роты 4-й гвардейской механизированной Бериславской Краснознамённой ордена Кутузова бригады

1952
- Жедяевская, Галина Дмитриевна — гвардии старший сержант, механик 125-й гвардейского пикировочно-бомбардировочного авиационного имени Марины Расковой, доцент кафедры «Производство и ремонт машин» Саратовского автодорожного института
- Кокушкин, Арсений Алексеевич — кандидат технических наук, профессор, начальник Приволжского территориально-транспортного управления
- Платонов, Владимир Фёдорович — генерал-майор запаса, доктор технических наук, профессор, заместитель генерального директора НАТИ по научной работе, заслуженный деятель науки и техники РФ, лауреат Государственной премии и премии Правительства РФ

1957
- Бабенко, Александр Александрович — почётный академик Академии архитектуры и строительных наук России, Инженерной академии. Почётный строитель России, Почётный строитель города Москвы, лауреат премии Совета Министров СССР
- Снастин, Владимир Александрович — мастер спорта СССР (1967), первый в мире судья международной категории по борьбе самбо экстра-класса

1958
- Вязовченко, Павел Андреевич — заслуженный строитель России, директор филиала Академии Госстроя РФ. Лауреат премии «Созидатель России» (1999), дважды лауреат премии Совмина СССР [13]

1959
- Бочкарёв, Михаил Иванович — советник генерального директора ООО «УГМК-Холдинг» и председатель Совета директоров ОАО «Уралэлектромедь» (c 2001 г.), Почётный гражданин города Верхняя Пышма
- Верховцев, Валентин Сергеевич — начальник Архангельского областного объединения «Агропромдорстрой» (1990-е гг.). Писатель. Автор книги «Запах сирени: странички из студенческой жизни» (2010,  Архангельск), основанной на воспоминаниях о годах учёбы в Саратовском автодорожном институте [14]
- Головачёв, Владимир Георгиевич —  советский хозяйственный, государственный и политический деятель
- Поспелов, Василий Петрович — заместитель министра автомобильного транспорта и шоссейных дорог Латвийской ССР

1960
- Ветров, Виктор Николаевич — советский государственный деятель, бывший министр архитектуры и строительства Беларуси (1997—1999)
- Игнатьев, Владимир Александрович — доктор технических наук, профессор, ректор Волгоградского государственного архитектурно-строительного университета (1983—2008)
- Крысько, Вадим Анатольевич — доктор технических наук, заслуженный деятель науки и техники РСФСР (1990), соросовский профессор (2000), почётный доктор Технического университета г. Лодзь (Польша, 2012), заведующий кафедрой «Математика и моделирование» СГТУ. Член-корреспондент Международной Академии Наук Высшей Школы (МАН ВШ) (c 1997 г.),  член-корреспондент Академии инженерных наук Российской Федерации (с 1998 г.)
- Павлюков, Валентин Григорьевич — кандидат технических наук, заслуженный машиностроитель СССР,  заслуженный работник промышленности СССР, член-корреспондент Поволжского отделения Российской инженерной академии, генеральный директор СЭПО (1980-1997), экс-председатель Совета старейшин Торгово-промышленной палаты Саратовской области [15]

Саратовский политехнический институт (1960-1992)
1961
- Абрамов, Александр Семёнович — председатель комитета в Правительстве Саратовской области (1976—1998), министр транспорта и связи Саратовской области
- Аминов, Рашид Зарифович — доктор технических наук, профессор и заведующий кафедры «Тепловые электрические станции», один из организаторов и директор Саратовского филиала Института энергетических исследований Российской академии наук (с 1990 г.), директор отдела энергетики Поволжья СНЦ РАН (с 1996 г.), действительный член Международной энергетической академии  (с 1998 г.), член бюро научного Совета «Теплоэнергетика и теплофизика» РАН, член Президиума Саратовского научного центра
- Буганков, Валерий Алексеевич — консультант отдела пассажирских перевозок Министерства транспорта и связи Саратовской области (до 1991 г.), поэт, писатель, автор книг об истории автомобильного транспорта Саратовской области
- Евсеев, Дмитрий Геннадьевич — доктор технических наук, профессор, лауреат Премии Совета Министров СССР, член-корреспондент Академии транспорта России, действительный член Нью-йоркской Академии наук, заслуженный деятель науки РФ, директор Института транспортной техники и организации производства МИИТ [16]
- Плотников, Пётр Колестратович — доктор технических наук, профессор, заведующий кафедры «Приборостроение», декан ФЭТИП (1969-1973)
- Яшкин, Иван Андреевич — генеральный директор Саратовского подшипникового завода (1970-1994 гг.)

1962
- Прудскова, Валентина Александровна — заслуженный мастер спорта по фехтованию, олимпийская чемпионка по фехтованию в командном первенстве (1960)

1963
- Дубровин, Николай Иванович — главный инженер Саратовского авиационного завода
- Дубцов, Анатолий Дмитриевич — советский партийный и государственный деятель, председатель Тольяттинского горисполкома совета народных депутатов (1982—1988)

1964
- Андрейченко, Константин Петрович — доктор технических наук, профессор, создатель и руководитель (1980-2002) кафедры «Прикладная математика и теория навигационных приборов» СГТУ
- Панкратов, Владимир Михайлович — доктор технических наук, профессор кафедры «Теоретическая механика». Заместитель директора по науке Института проблем точной механики и управления РАН (ИПТМУ РАН). Действительный член Академии навигации и управления движением Российской Федерации, действительный член Академии космонавтики имени К.Э. Циолковского

1965
- Августевич, Семён Иосифович — писатель, учёный, преподаватель, кандидат психологических наук, доцент кафедры журналистики и медиаобразования Московского государственного гуманитарного университета имени М. А. Шолохова. Главный редактор журнала еврейских общин Центральной России и Поволжья «Корни» (с 1994 г.), бюллетеней «Еврейский мир» и «Тёплые дома Москвы». Руководитель Ассоциации Народных университетов еврейской культуры СНГ и Народного университета еврейской культуры в Центральной России и Поволжье
- Васильев, Валентин Михайлович — кандидат экономических наук, доцент, министр транспорта и связи Правительства Саратовской области (1998—2002)

1966
- Елизаров, Николай михайлович — советский и российский дипломат
- Суриков, Александр Александрович — российский государственный деятель, губернатор Алтайского края (1996—2004), Чрезвычайный и Полномочный Посол Российской Федерации в Беларуси (с 2006 г.)
- Шимчук, Фёдор Станиславович — председатель Совета директоров ОАО «Нефтемаш» — САПКОН, член правления Саратовской Губернской торгово-промышленной палаты, член координационного Совета Союза товаропроизводителей и работодателей Саратовской области, член Международного Клуба менеджеров по качеству TQM XXI век, академик Международной академии энергоинформационных наук, академик Академии проблем качества Российской Федерации, член-корреспондент Международной Академии экономики и финансов, Почётный гражданин г. Саратова

1967
- Олейник, Анатолий Семёнович — доктор технических наук, профессор кафедры «Электронные приборы и устройства» СГТУ
- Царёв, Владислав Алексеевич — доктор технических наук, профессор кафедры «Электронные приборы и устройства» СГТУ имени Гагарина Ю.А.

1968
- Семёнов, Анатолий Фёдорович — вице-президент Федерации бокса Саратовской области, трёхкратный чемпион СССР (1967, 1970, 1971), победитель двух Спартакиад народов СССР (1967, 1971) по боксу, судья международной категории, мастер спорта международного класса СССР

1969
- Берикулы Алимжан — кандидат технических наук, профессор, заведующий кафедрой электроники и компьютерных технологий Алматинского института энергетики и связи (1997-2008)
- Бургучёв, Александр Васильевич — кандидат в мастера спорта СССР по мотоспорту, руководитель Средне-Волжского управления Федеральной службы по надзору за соблюдением законодательства в сфере массовых коммуникаций и охране культурного наследия (с 1997 г.), автор книги «Сохранение культурных ценностей в России» (2003)
- Глебов, Владимир Васильевич — заслуженный конструктор РФ, почётный авиастроитель, лауреат премии А.Я. Березняка, изобретатель СССР. Работал в ФГУП Гос. МКБ «Радуга» им. А.Я. Березняка (с 1971 г.)
- Михель, Артур Иванович — директор Энгельсского троллейбусного завода имени Урицкого (1974—1996), заслуженный работник промышленности СССР, заслуженный машиностроитель России
- Сивяков, Борис Константинович — доктор технических наук, профессор кафедры «Электротехника и электроника» СГТУ имени Гагарина Ю.А.
- Чеботаревский, Юрий Викторович — доктор технических наук, профессор, ректор СГТУ (1998—2008)

1970
- Заметалин, Иван Иванович — академик Академии транспорта России, профессор транспорта, Заслуженный работник транспорта РФ, генеральный директор АО «Матрален»
- Ковалёв, Николай Григорьевич — генерал-лейтенант, доктор технических наук, лауреат Государственной премии России, заместитель начальника Главного автобронетанкового управления МО РФ

1971
- Зеленский, Юрий Борисович — начальник главного управления Центрального банка Российской Федерации по Саратовской области (с 1998 г.), депутат Государственной думы Федерального собрания Российской Федерации (2007—2010), доктор экономических наук, профессор, академик — член Президиума Международной академии экономики, финансов и права (JAEFL), член Межрегионального банковского совета при Совете Федерации Федерального собрания Российской Федерации, почётный президент Банковского клуба Саратовской области
- Ланцберг, Владимир Исаакович — российский бард, писатель, поэт, педагог
- Литюшкин, Владимир Васильевич — кандидат экономических наук, российский государственный деятель, политик, член Совета Федерации, представляющий Государственное Собрание Республики Мордовия, Член Комитета Совета Федерации по федеративному устройству, региональной политике, местному самоуправлению и делам Севера
- Рубцов, Анатолий Венедиктович — заместитель генерального директора — главный инженер НИИ «Агропромстрой», Заслуженный строитель Российской Федерации
- Салихов, Илдар Анварович — заместитель генерального директора территориального производственного объединения местной промышленности, первый заместитель министра промышленности, транспорта и связи Республики Марий Эл (1988-1993)
- Стрельников, Владимир Александрович — доктор технических наук, профессор кафедры «Строительство, теплогазоснабжение и энергообеспечение» ФГБОУ ВО Саратовский ГАУ

1972
- Кузнецов, Валентин Фёдорович — министр транспорта и дорожного развития Саратовской области
- Кайданов, Борис Абрамович — кандидат технических наук, генеральный директор ГУП СПАТП-4

1973
- Ермишин, Александр Викторович — генеральный директор Саратовского авиационного завода (с 1978 г.). Действительный член Академии транспорта России, профессор Саратовской экономической академии, автор книг по практической экономике в области современного бизнеса.
- Лисовский, Сергей Михайлович — доктор технических наук, экс-министр промышленности и энергетики Саратовской области
- Мигаль, Владимир Степанович — генеральный директор  АО «НЕФТЕМАШ»-САПКОН
- Милованов, Виктор Иванович — главный инженер (с 1988 г.), генеральный директор (с 1997 г.) ДАО «ВНИПИгаздобыча»
- Каштанов, Вячеслав Владимирович — кандидат технических наук, директор по экономическим вопросам ЗАО «СПГЭС»
- Сверчков, Виктор Иванович — управляющий Филиалом «Газпромбанк» (Открытое акционерное общество) в г. Саратове
- Шувалов, Сергей Алексеевич — член Совета Федерации Федерального Собрания Российской Федерации от Саратовской области (2005—2010)

1974
- Земляниченко, Александр Вадимович — советский и российский фотожурналист, дважды лауреат Пулитцеровской премии (1992, 1997 гг.)
- Чёрный, Владислав Павлович — заслуженный энергетик РФ, первый  заместитель генерального  директора открытого акционерного общества «Московская объединённая  энергетическая компания», лауреат премии Правительства Российской Федерации в области науки и техники (2011) [17]

1975
- Алимова, Ольга Николаевна — российский политический деятель, депутат Государственной Думы Федерального Собрания Российской Федерации шестого созыва
- Либерман, Александр Евгеньевич — кандидат технических наук, профессор, генеральный директор ОАО «Саратовстройстекло» (2000-2004)
- Федотов, Виктор Иванович — доктор исторических наук, профессор,  генеральный директор, старший вице-президент Торгово-промышленной палаты Саратовской области (1995-2007), директор Международного института менеджмента при ТПП РФ (с 2007 г.)
- Щекочихин, Сергей Анатольевич — генеральный директор ОАО «Саратовский завод приборных устройств»

1976
- Резник, Евгений Петрович — доктор экономических наук, профессор, член-корреспондент Российской академии естественных наук, генеральный директор ОАО «Саратовское электроагрегатное производственное объединение» [18]
- Чуриков, Геннадий Александрович — кандидат экономических наук, полковник запаса службы внешней разведки Р.Ф., первый заместитель губернатора Волгоградской области по экономике и инвестиционной политике (с 2010 г.)

1977
- Канофьев, Алексей Викторович — генеральный директор ЗАО «НЦ САКУРА»
- Канчер, Сергей Васильевич — директор ЗАО «Стройматериалы. Энгельсский кирпичный завод» (с 1999 г.), депутат Государственной Думы (2011-2012), министр строительства и жилищно-коммунального хозяйства Саратовской области, заместитель Председателя Правительства Саратовской области (2012-2014)

1978
- Архипов, Владимир Григорьевич — генеральный директор (с 2005 г.), член Совета директоров АО ЭОКБ «Сигнал» им. А.И. Глухарёва
- Большеданов, Павел Владимирович — заместитель председателя правительства Саратовской области (2012-2015)
- Иванов, Александр Иванович — кандидат технических наук, главный инженер ОАО «Саратовоблгаз» (с 2007 г.)
- Ставицкий, Марк Ильич —  генеральный директор ОАО «СЭЗ им. Серго Орджоникидзе» (с 1997 г.)
- Филиппов, Сергей Петрович — доктор технических наук, российский учёный-энергетик, академик РАН (с 2016 г.), лауреат премии имени Г. М. Кржижановского

1979
- Бекренёв, Николай Васильевич — доктор технических наук, профессор, заведующий кафедрой «Техническая механика и детали машин» СГТУ имени Гагарина Ю.А. (с 2016 г.)
- Большаков, Александр Афанасьевич — доктор технических наук, профессор, декан ФЭТиП, руководитель малого внедренческого предприятия «Сарлен-Алекс»
- Фузеев, Леонид Александрович — кандидат технических наук, доцент СГТУ, чемпион мира по авиамоделизму

1980
- Сомов, Вячеслав Леонидович — кандидат экономических наук, почётный работник топливно-энергетического комплекса России, генеральный директор ОАО «Саратовоблгаз» (с 2005 г.), глава администрации Саратова (2008—2010)
- Уразов, Самиголла Хамзаевич — казахский государственный деятель, депутат Мажилиса парламента Казахстана (2012—2016)

1981
- Калиниченко, Александр Васильевич — министр промышленности Саратовской области( с 1997 г.), министр промышленности, топлива и энергетики Саратовской области (1998—2000)

1982
- Кудимов, Александр Петрович — заместитель директора филиала ОАО «Саратовэлектросвязь» по информатике и новым технологиям (с 2000 г.), первый заместитель директора (технический директор) Нижегородского филиала ОАО «ВолгаТелеком» (с 2005 г.) [19]
- Молчанов, Сергей Александрович — государственный деятель, руководитель Администрации Главы Республики Башкортостан (2013—2015), почётный гражданин города Октябрьский

1983
- Иванов, Игорь Геннадьевич — генеральный директор АО «Саратовский агрегатный завод» (c 2009 г.)

1985
- Берзон, Павел Борисович — генеральный директор ОАО «Завод Проммаш» (c 2002 г.)
- Прокопенко, Алексей Львович — глава администрации муниципального образования «Город Саратов» (2011—2013)

1986
- Долинина, Ольга Николаевна — кандидат технических наук, директор ИнПИТ СГТУ имени Гагарина Ю.А.
- Еретин, Сергей Петрович — технический директор ЗАО «Энгельсский трубный завод», управляющий директор ООО «Волгоградский завод труб малого диаметра» (2011) [20]
- Сомов, Вячеслав Леонидович — кандидат экономических наук, имеет звание «Почётный работник топливно-энергетического комплекса», экс-глава администрации муниципального образования «Город Саратов», руководитель Территориального органа Федеральной службы государственной статистики по Саратовской области (2014) [21]
- Склемин, Андрей Вячеславович — начальник управления информационных технологий комитета по информатизации Саратовской области

1988
- Крылов, Евгений Евгеньевич — российский кинорежиссёр, сценарист, актёр
- Петраков, Павел Михайлович — кандидат экономических наук, глава Балашовского муниципального района, генеральный директор ЖБК-8 (г. Балашов) [22]

1989
- Комаров, Олег Константинович — Президент Ассоциации «Торгово-промышленная группа «Славянский мир», депутат Саратовской городской думы
- Свотин, Сергей Николаевич — директор по технической политике и развитию ОАО «СПЗ»

1990
- Мирошниченко, Алексей Юрьевич — доктор технических наук, профессор кафедры «Электронные приборы и устройства» СГТУ имени Гагарина Ю.А.

Саратовский государственный технический университет (с 1992)
1997
- Караваев, Андрей Александрович — генеральный директор ООО «Меткон»